# 아이잔역
아이잔역(한국어: 애산역; 일본어: 愛山駅)은 일본 홋카이도 가미카와 군 아이베쓰정에 위치한 홋카이도 여객철도 세키호쿠 본선의 철도역이다. 역 번호는 A40이며, 단선 승강장 1면 1선의 구조를 갖춘 지상역이다.

## 역 주변
- 국도 제39호선
- 아사히카와 몬베쓰 자동차도 아이잔카미카와 나들목
- 기노코노사토 아이베쓰 오토캠핑장

## 역사
- 1960년 5월 2일 : 일본국유철도의 가승강장으로서 가미카와 군 아이베쓰 촌에 개업.
- 1987년 4월 1일 : 일본국유철도 분할 민영화에 의해, 홋카이도 여객철도가 승계.

## 인접 역
| 세키호쿠 본선                      | 세키호쿠 본선   | 세키호쿠 본선              |
| ---------------------------------- | --------------- | -------------------------- |
| 나카아이베쓰 A39 신아사히카와 방면 | ■ 세키호쿠 본선 | 안타로마 A41 아바시리 방면 |